# Чичов
Чичов (слч. Číčov, мађ. Csicsó) насељено је мјесто са административним статусом сеоске општине (слч. obec) у округу Коморан, у Њитранском крају, Словачка Република.

## Становништво
| Година:    | 1994. | 2004.   | 2014.   | 2024.   |
| ---------- | ----- | ------- | ------- | ------- |
| Број људи: | 1373  | 1359    | 1267    | 1186    |
| Разлика:   |       | -1,01 % | -6,76 % | -6,39 % |

| Година:    | 2023. | 2024.   |
| ---------- | ----- | ------- |
| Број људи: | 1192  | 1186    |
| Разлика:   |       | -0,50 % |

Према подацима о броју становника из 2011. године насеље је имало 1.290 становника.